# Krajowa Konfederacja Związków Zawodowych
Krajowa Konfederacja Związków Zawodowych (jap. 全国労働組合総連合), często jako Zenroren (jap. 全労連) – japońska centrala związkowa działająca od 1989.
Zenroren jest stowarzyszona w Światowej Federacji Związków Zawodowych.

## Historia
Centrala została założona 21 listopada 1989.
Zenroren nie jest związany oficjalnie z żadną partią polityczną, ale łączą ją bliskie relacje z Komunistyczną Partią Japonii.
W 2019 związki zrzeszone w centrali liczyły łącznie 524 458 pracowników.